# Amda Seyon Ier
Pour les articles homonymes, voir Amda Seyon.
 (juillet 2019).
Si vous disposez d'ouvrages ou d'articles de référence ou si vous connaissez des sites web de qualité traitant du thème abordé ici, merci de compléter l'article en donnant les références utiles à sa vérifiabilité et en les liant à la section « Notes et références ».
Amda-Syon Ier roi d’Éthiopie sous le nom de Gabra Masqal Ier de (1314-1344). Il est le fils du prince Ouédem-Arad.

## Biographie
En 1316-1317, Amda Seyon Ier entame plusieurs conquêtes militaires visant à repousser les frontières du royaume à l'est, au sud et à l'ouest. Il remporte des victoires décisives contre plusieurs territoires, mais surtout contre le Damot, le transformant en sujet. Il fait déplacer les populations de plusieurs territoires du Damot afin de permettre aux communautés chrétiennes de s'y installer.
Les premiers temps du règne d’Amda-Syon sont marqués par des difficultés avec les communautés monastiques qui reprochent au roi d’avoir pris les épouses de son père Ouédem-Arad, selon une tradition en usage. Amda-Syon doit faire mine de se soumettre aux excommunications lancées contre lui par Abba Honorios, mais prend plus tard prétexte d’une accusation d’hérésie pour faire fouetter ce religieux sur la place publique et bannir temporairement les moines du monastère de Debré Libanos de Choa. Mais il manifeste vite le zèle de ses prédécesseurs en matière de fondations pieuses. Les couvents de Kévraân et de Galila-Zakarias s’établissent dans les îles du lac Tana. Abba Samuel institue des ermitages dans la vallée du Takazzé, au Ouoldebba. Le couvent de Debre Damo s’impose comme le plus grand centre d’étude monastique après la disgrâce du couvent de Ham, en 1320.
En 1320, Amda-Syon, dont l’épouse est suzeraine de Bihat, réprime la révolte de Yabika-Egzi dans le Tigré, aidée par le monastère de Debra-Libanos de Ham.
Les sultans mamelouks d’Égypte ont recommencé la persécution des coptes, dont ils détruisent les églises. Le roi d’Éthiopie riposte en les sommant de restaurer les églises ruinées, sinon il menace de détourner le cours du Nil et d’exercer des représailles sur les musulmans passant dans son royaume (1325). Son ambassade revient du Caire sans avoir rien obtenu, et le sultan d’Ifat Haqq-ed-Din attaque les territoires chrétiens, brûle les églises et contraint les fidèles à apostasier. Un envoyé du roi est massacré. Amda-Syon réagit, et en 1328, il conquiert l’Ifat et le Fatajar. Il les met sous l’autorité d’un frère du sultan vaincu, Sabr-ed-Din, mais ce dernier s’allie contre lui avec le Hadiya, le Daouaro et les Agew (Agao) judaïsés du Nord du lac Tana. Amda-Syon devance les coalisés, ravage Hadya, Fatajar et Daouaro et établit sur l’ensemble un autre frère des sultans vaincus, Gamal ed-Din (1335). Il devra abattre deux autres coalitions avant de se résoudre à détruire la capitale de l’Ifat, avec ses mosquées.
Amda-Syon inaugure le fait d’enfermer tous les princes de sang dans « la montagne des Rois », un monastère d’accès difficile où ils se consacrent aux études religieuses, littéraires et musicales. Ils n’ont pas le droit de communiquer avec l’extérieur, ce qui évite les complots et les factions. Quand un négus meurt, son successeur est choisi parmi eux.
L’Éthiopie est alors une mosaïque de fiefs (un auteur musulman, Maqrizi, parle de quatre-vingt-dix-neuf rois soumis à l’Empereur) et n’a pas, sauf la ville sainte d’Aksoum et la résidence royale de Tégoulet, de centre politique précis. Mais les institutions et la religion se développent. Sous Amda-Syon sont rédigés les premiers éléments du Serata-Mangest, l’Ordonnance du royaume, définissant les charges de la Cour et de la hiérarchie, et l’on compose les premiers chants populaires en l’honneur du roi, signe de son prestige. Les lettrés révisent les traductions bibliques de l’âge axoumite, et plusieurs manuscrits sur parchemin, décorés de miniatures, nous sont parvenus (l’Evangéliaire de Debra-Maryam dans le Tigré, celui donné par le roi Saïfa-Arad au couvent de Cousquam d’Égypte, un autre provenant du lac Haïk contenant un acte daté de 1350…)
L'écho des victoires remportées par le roi Amda Seyon Ier dans la décennie 1330 sur ses voisins musulmans gagne l'occident où Ludovic Arioste y fait allusion dans son Roland Furieux. Il déforme le nom d'Amda Seyon en Senapo et prétend que le sultan d'Égypte serait son vassal et lui payerait un tribut.
Son fils Saïfa-Arad lui succède.